# Narzędzia Męki Pańskiej

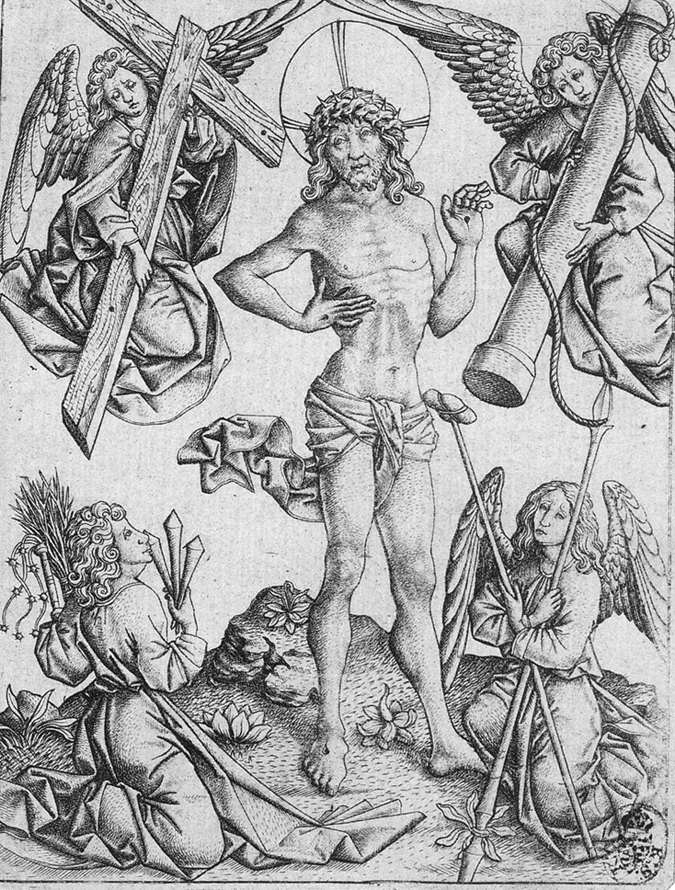
Miedzioryt z około 1460 roku przedstawiający Chrystusa Boleściwego i cztery anioły trzymające narzędzia Męki Pańskiej. Mistrz E.S., Gabinet Miedziorytów w Dreźnie.

Narzędzia Męki Pańskiej lub broń Chrystusa (łac. arma Christi) – w ikonografii przedmioty, którymi żołnierze rzymscy zadawali ból i rany Jezusowi Chrystusowi oraz niektóre sceny i osoby biorące udział w Męce Pańskiej, a także jej symbole.
W starożytnej i średniowiecznej teologii uważano arma Christi za broń, z pomocą której Jezus zwyciężył śmierć. Stanowiły też one dowód jego chwały oraz uwierzytelnienie władzy sądzenia. Udowadniały, że miłosierdzie jest nieodłączne od cierpienia. Miały również przypominać chrześcijanom kolejne etapy Męki Pańskiej i pomagać w medytacji oraz modlitwie.
Do najpopularniejszych przedmiotów zaliczanych do arma Christi należą między innymi krzyż, titulus, gwoździe, korona cierniowa, włócznia, chusta Weroniki, kolumna biczowania, srebrniki, rózgi (bicze), obcęgi, młotek, kości do gry, kogut, drabina, gąbka, szata, czy miecz z obciętym uchem Malchosa.
Sceny zaliczane do arma Christi to między innymi pocałunek Judasza Iskarioty, umywanie rąk przez Piłata, oplucie Jezusa, wymierzająca cios i wygrażająca ręka, Piotr Apostoł rozmawiający ze służącą, głowy Annasza czy Kajfasza.